# Isla Henderson (Islas Pitcairn)
La isla Henderson, también conocida como Elizabeth, y originalmente isla San Juan Bautista, es una isla deshabitada en el sur del océano Pacífico, desde 1902 está incluido en el territorio británico de ultramar de las Islas Pitcairn, representando el 67 % de la superficie total de dicho Territorio. Está situada a 200 km al noroeste de Pitcairn. Su costa comprende unos acantilados de caliza de origen coralino que rodean uniformemente toda la isla.

## Historia
Actualmente la isla está deshabitada; sin embargo, hay evidencia arqueológica que muestra que entre los siglos XII y XV tuvo una pequeña población permanente de probablemente unas cuantas docenas de personas. Las causas de la desaparición de esta población se desconocen, pero se cree que están relacionadas con la desaparición de la población nativa de la vecina isla Pitcairn. La teoría más aceptada indica que los hendersonianos habrían dependido fuertemente de los recursos del exterior, ya que la isla carece de importantes recursos naturales. Problemas sociales y ecológicos en Pitcairn o en la más lejana Mangareva habrían cortado este suministro, aislando a la población y condenándola a desaparecer.
El comercio por la Polinesia del sureste continuó desde aproximadamente el año 1000 hasta 1450, como muestra la datación de los objetos hallados en Henderson. Pero por el año 1500 el comercio se había detenido. Más tarde, las capas arqueológicas de Henderson no contienen más concha de perla importada, cristal volcánico de basalto de grano fino para herramientas de corte o piedras de basalto para horno. Al parecer, las canoas dejaron de llegar desde Mangareva o Pitcairn. Debido a que los árboles en Henderson son demasiado pequeños para hacer canoas, la pequeña población de Henderson quedó atrapada en una de las islas más remotas y difíciles del mundo.

### Contacto europeo
La isla fue redescubierta en 1606 por los españoles. El navegante portugués Pedro Fernández de Quirós, comandante de una expedición española, quien la nombró «isla de San Juan Bautista» y afirmó que la isla estaba deshabitada; si hubiera habido polinesios viviendo en Henderson en 1606, sin duda Quirós lo habría dado a conocer. Tres miembros de la tripulación desembarcaron en Henderson a bordo de un pequeño bote y regresaron con una fruta del pino sin madurar (probablemente un fruto de Pandanus tectorius, tornillo de pino, que crece en la isla). Quirós escribió: 

...que solo está habitada por aves, siendo bautizada con el nombre de San Juan Bautista, y al no tener un puerto, continuamos nuestro viaje hacia el WNW en busca de agua y madera.

En 1819 el barco Hercules de la Compañía Británica de las Indias Orientales llegó a la isla, y el capitán de esa nave, llamado Henderson, la bautizó con su nombre.
En 1820 llegaron los supervivientes del naufragio del ballenero Essex, que se hundió al ser embestido por un cachalote. Tras permanecer en la isla unos días, la mayoría de marinos partió, y algunos fueron rescatados meses después en las costas de Chile. Tres tripulantes decidieron permanecer en la isla y pudieron ser rescatados tiempo después, una vez que sus compañeros dieran aviso de su paradero.
En 1937 las tres islas fueron visitadas por el crucero HMNZS Leander y se construyeron nuevos letreros para reafirmar la soberanía británica en Henderson. El letrero decía: 

Esta isla pertenece a HBM rey Jorge VI. Fue visitada por el HMS Leander el 6 de agosto de 1937. Firmado JW Rivers-Carnac, capitán de la RN.

En relación con las visitas del Leander, el Teniente de Vuelo RAR Rae de un hidroavión Walrus tomó fotografías aéreas de cada isla. También se levantaron astas con la Union Jack ondeando, y fueron marcadas en mapas en cada isla. En diciembre de 1940 la Armada Real descubrió que la Union Jack había sido reemplazada por una cruz gamada nazi. Los enviados a tierra descubrieron este aviso: «Con disculpas al rey Jorge VI, esta isla es ahora propiedad del Gran Reich Alemán».
A principios de los ochenta, el empresario estadounidense Arthur M. Ratliff mostró interés en comprar la isla y establecer un pequeño asentamiento, pero el Ministerio de Relaciones Exteriores y de la Mancomunidad de Naciones británico rechazó sus planes debido a la preocupación de algunos grupos ecologistas por los riesgos que ese asentamiento provocaría en el medio ambiente de la isla. En 1988 la isla fue nombrada Patrimonio de la Humanidad por la Unesco.

## Contaminación
Para los científicos marinos que han desembarcado en sus playas (Pitcairn es parte del archipiélago desde 1902), es la peor demostración de cómo el comportamiento humano puede arruinar un delicado ecosistema. En esa isla hay, de hecho, 18 toneladas de plástico que producen una catástrofe "año tras año", según explican los investigadores de la Universidad de Tasmania y la Real Sociedad en el Reino Unido que la han visitado. En estas playas hay 40 millones de escombros dejados por el hombre: cada metro cuadrado de Henderson tiene entre 20 y 670 piezas de plástico en la superficie y entre 50 y 4500 piezas enterradas. La estimación es que cada día se acumulan en la isla 3750 nuevos componentes de residuos, con una tasa 100 000 veces mayor que en otros lugares del planeta, acumuladas por las corrientes marinas.

## Galería

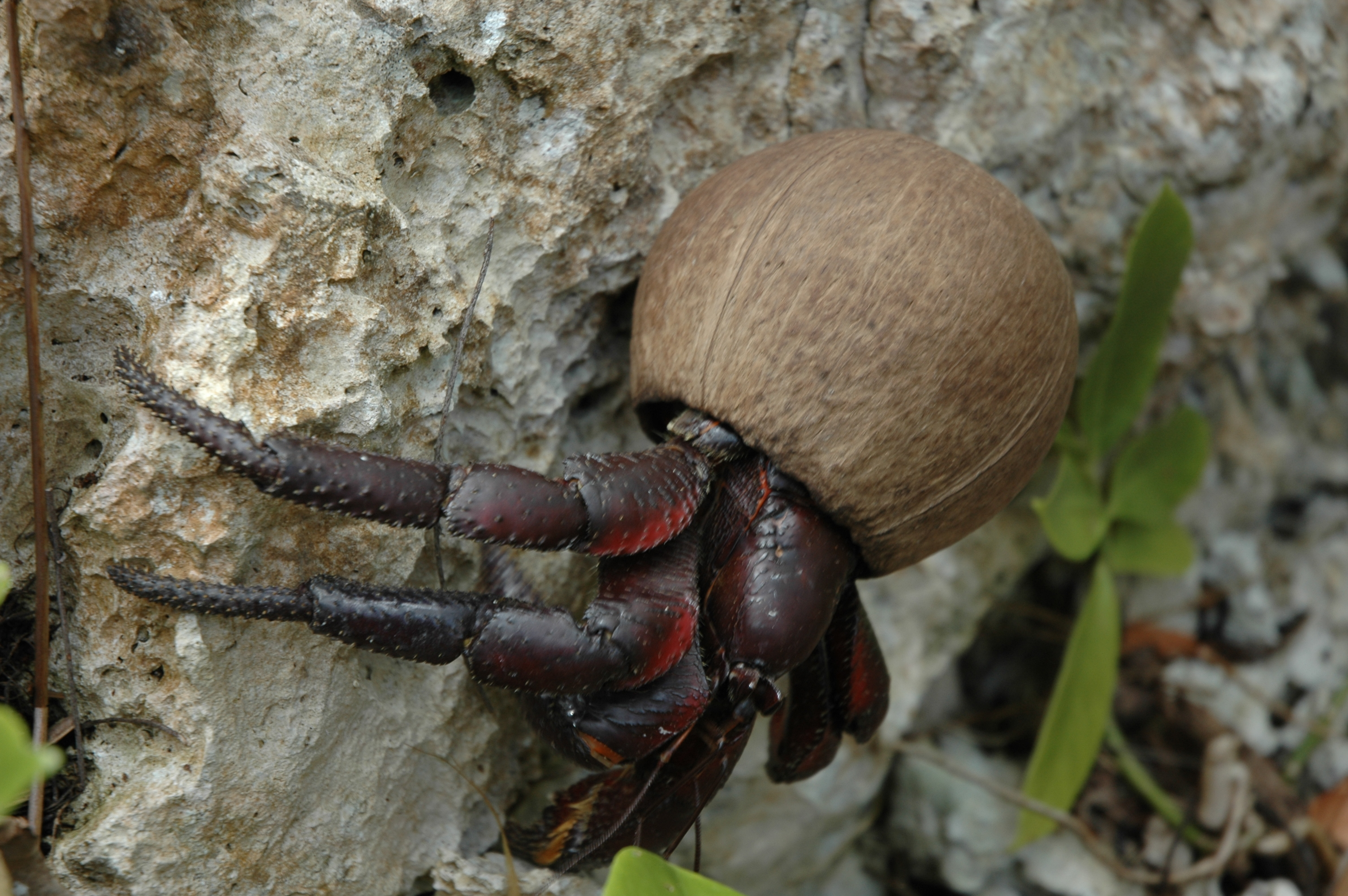
Cangrejo de los cocoteros.
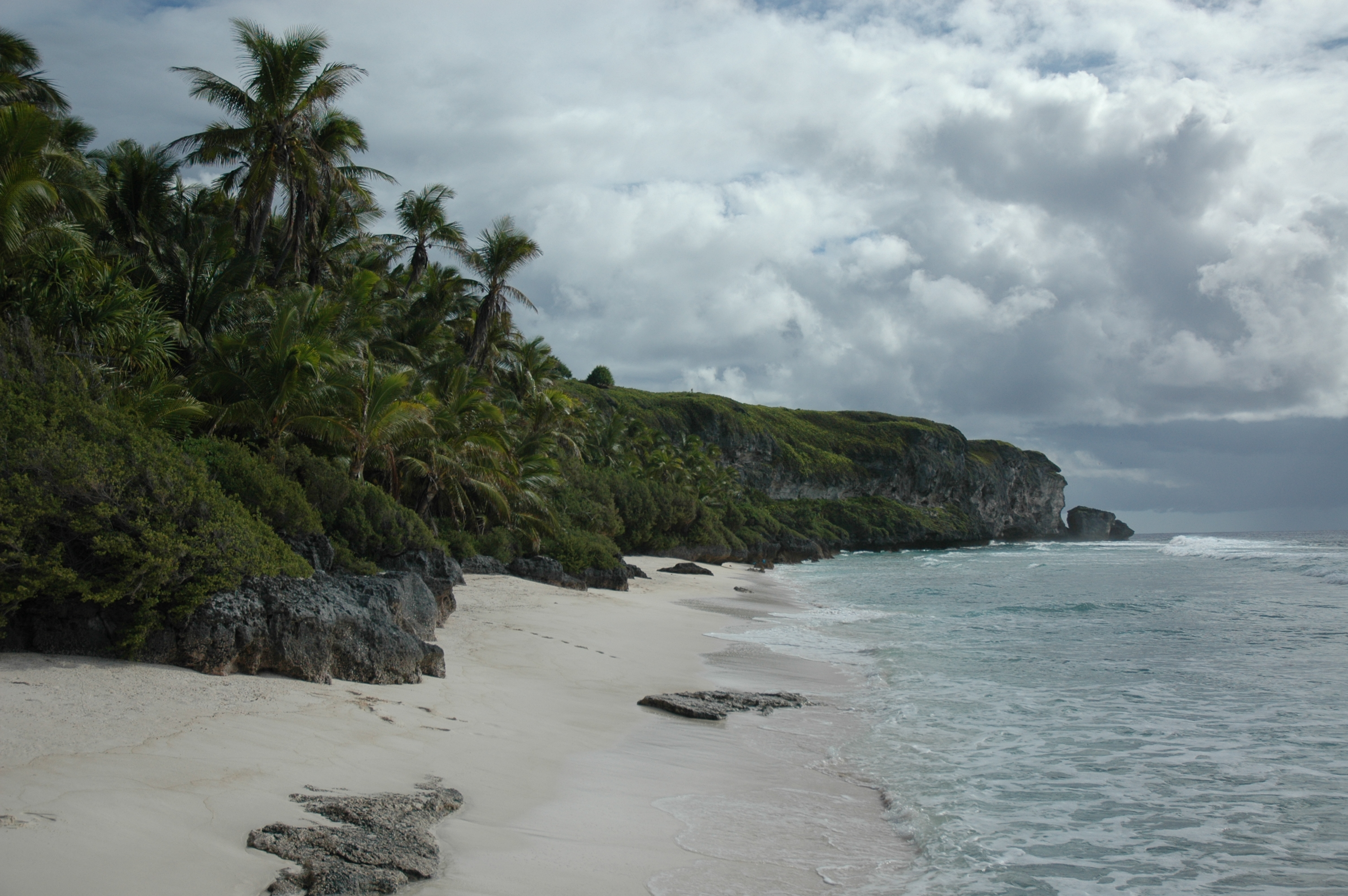
Playa.
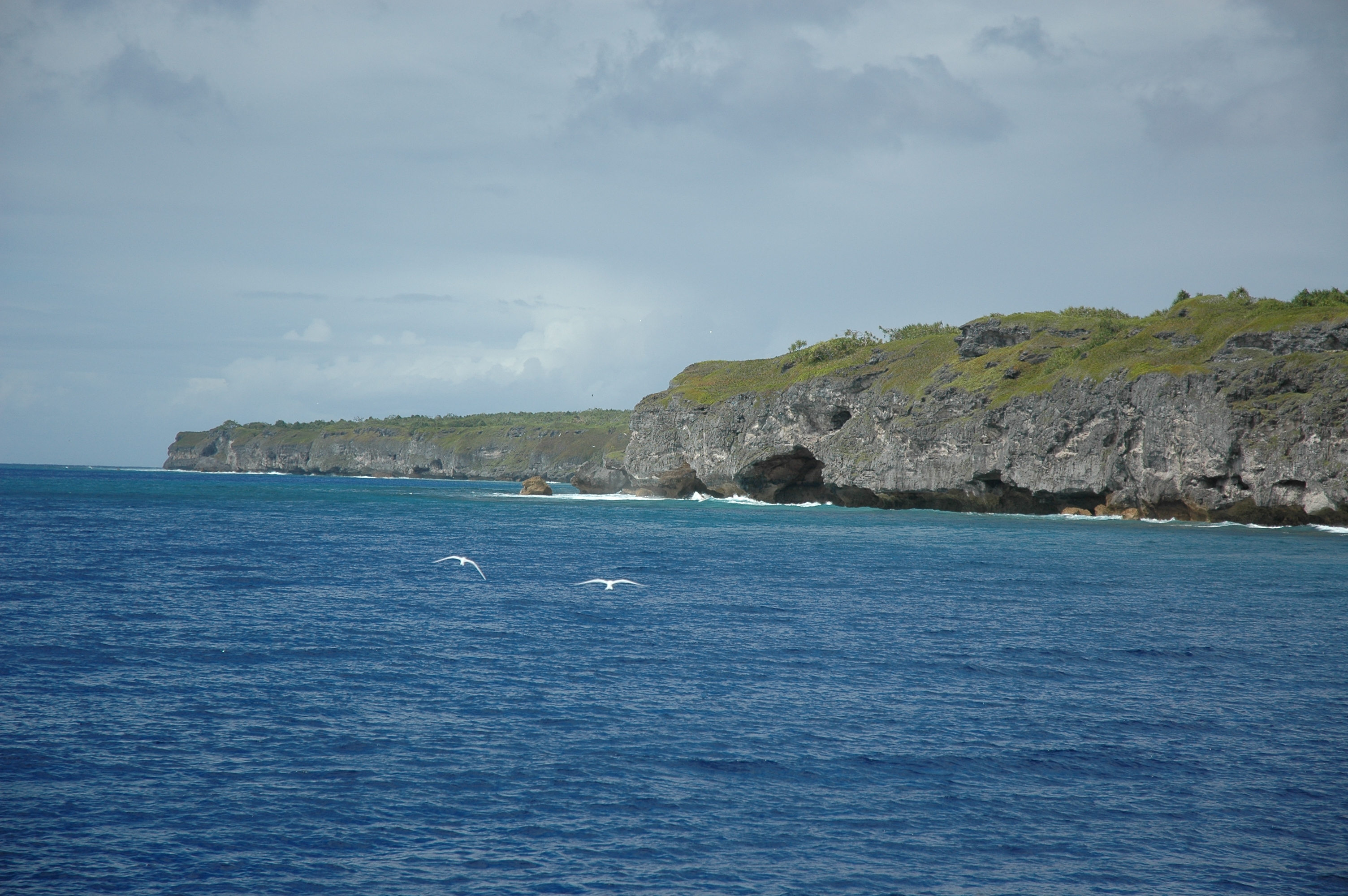
Costa.
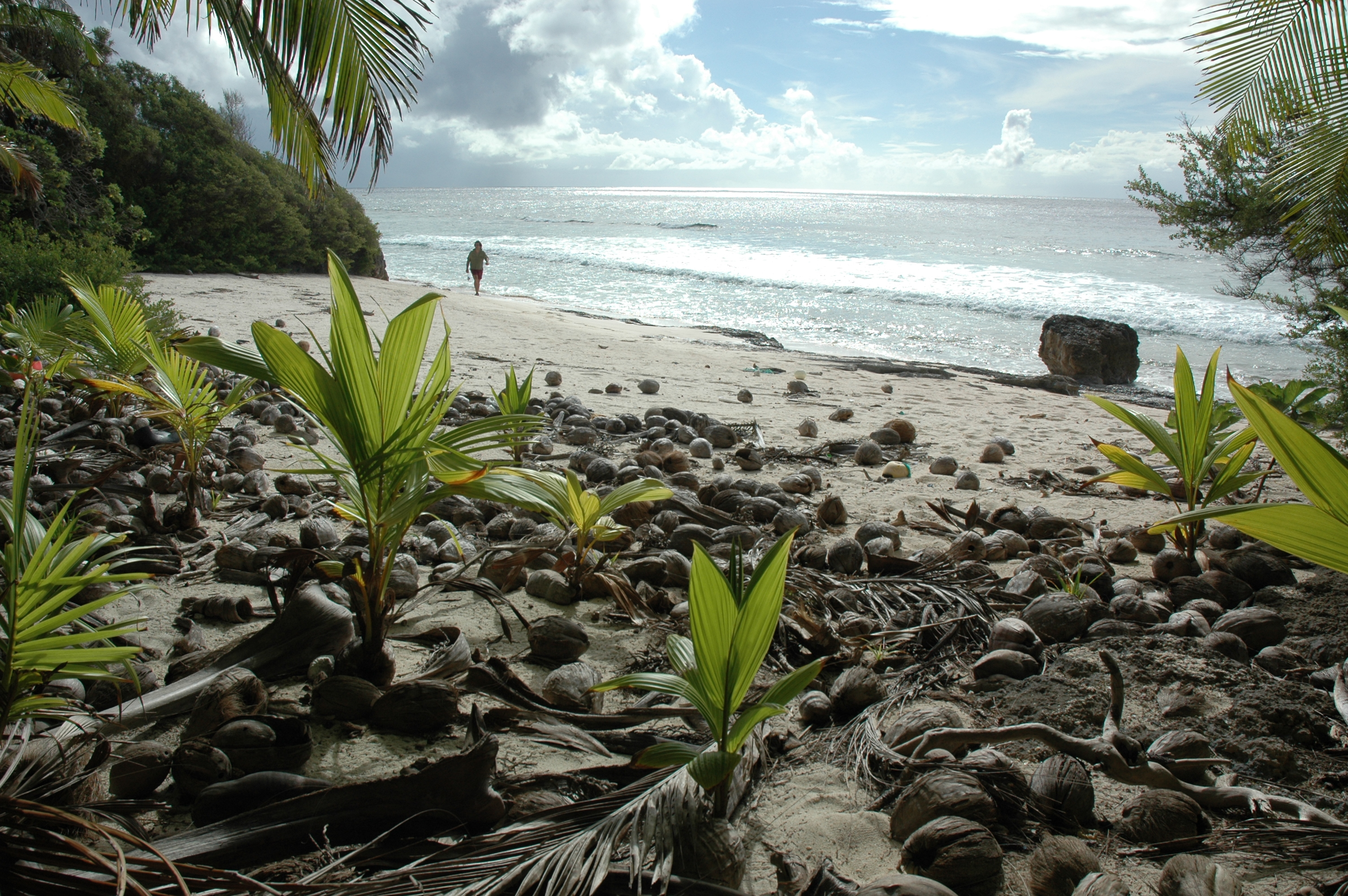
Playa noroeste.
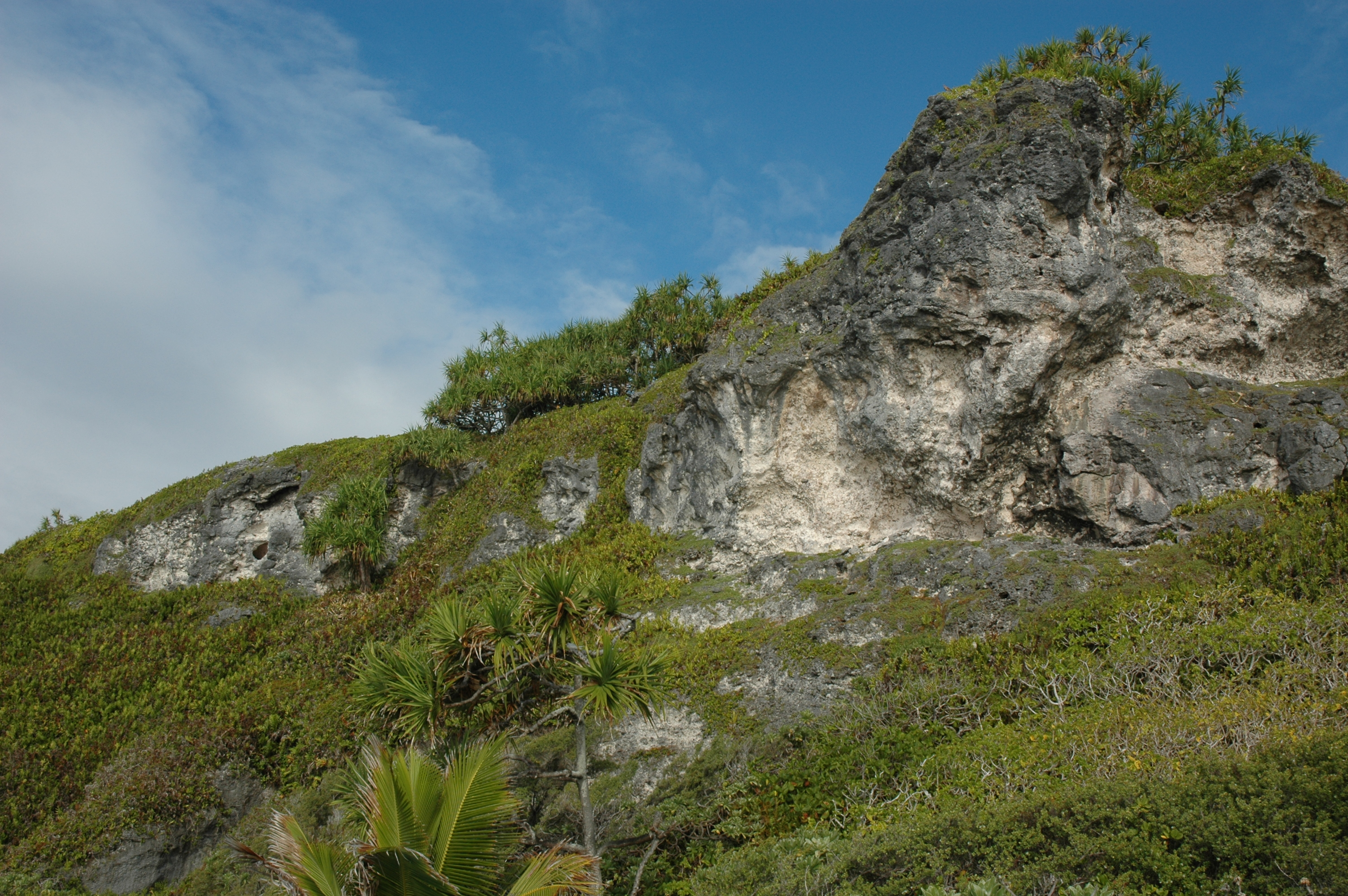
Acantilados costeros.